# کوه گنه
کوه گنه یکی از کوهای واقع در دهستان سیوکانلو شهرستان شیروان است.

## موقعیت
این کوه از جنوب به روستای اوغاز کهنه، از جنوب غربی به روستای اوغاز تازه از جنوب شرقی به کوه کل داغ، از غرب به روستای الاشلو و از شمال غربی به روستای بوانلو منتهی می‌شود.